# Cutezătorii
Cutezătorii a fost o revistă săptămânală pentru copii și adolescenți, apărută începând cu luna septembrie a anului 1967, în perioada României comuniste. În același an au apărut ultimele numere ale revistelor Scânteia pionierului și Cravata roșie. Ultimul număr (51, Anul XXIII, nr. total 1158) a apărut în 21 decembrie 1989, cu o zi înainte de căderea regimului Ceaușescu. Revista a fost editată de Consiliul Național al Organizației Pionierilor. 
La 10 ianuarie 1990, o parte a redacției fostei reviste Cutezătorii contribuie la apariția primului număr al revistei Universul Copiilor (revistă numită după cea din perioada interbelică).

## Conținut
Revista Cutezătorii (din 1989) conținea rubrici precum Cadran politic, Reportajul săptămânii, Copiii și artele, Limba noastră-i o comoară, Istorie cultură civilizație, Semafor, Ați întrebat, vă răspundem, Atelier practic, (Mini)enciclopedie „Cutezătorii”, Caleidoscop, Ticuță cel uituc și (pe ultima pagină) benzi desenate. 
Exemple de benzi desenate publicate: O zi de neuitat (scenariu Alexandru Mitru, desene Vintilă Mihăescu), Detașamentul eroic (scenariu Petre Luscalov, desene Sandu Florea), Stânca vulturilor (scenariu Constantin Diaconu, desene Puiu Manu), O echipă pentru locul I (scenariu Sandu Alexandru, desene Puiu Manu), Dim Dunăreanu (scenariu Marius Leștaru, desene  Puiu Man).

## Noua revistăCutezătorii
Revista Cutezătorii a fost lansată pe piață la sfârșitul anului 2006 de către Editura LVS Crepuscul din Ploiești, este acreditată BRAT și are ca obiectiv crearea unui produs cultural în peisajul publicațiilor pentru copiii din România. A surprins publicul prin denumirea sa care face trimitere directă spre nume de referință din istoria publicațiilor de gen, fapt care a atras rapid atenția părinților. 
Revista Cutezătorii se adresează copiilor și adolescenților cu vârste cuprinse între 8 și 15 ani, având ca principale teme: Cultura, Spiritualitatea, Știința, Arta, iar acestora le sunt dedicate rubrici interactive, din care informația, jocul și concursurile sunt nelipsite și egal reprezentate. 
Revista se bucură de implicarea și participarea unor personalități marcante din domeniul educației și culturii. Fiind inițiatoarea unor proiecte media de avangardă: tabere tematice (jurnalism, ecologie, fotografie), concursuri (ecologice, culturale), revista Cutezătorii a reușit să mobilizeze într-un obiectiv comun reprezentanți din medii diferite precum unități de învățământ (preșcolare, școlare, universitare), instituții guvernamentale (Ministerul Educației, Cercetării și Inovării, Agenția Națională pentru Sport), cluburi sportive, administrații locale, organizații nonguvernamentale (ecologice și culturale), organizații media,  agenți economici.
Publicația copilăriei este prezentă în rețeaua școlară, la nivel național. Lunar, cititorii revistei (8-15 ani și nu numai) își regăsesc subiectele preferate și le descoperă cu ajutorul îndrumătorilor. Fiecare categorie de vârstă (clasele primare și gimnaziale sau de liceu) beneficiază de rubrici diferențiate, concepute să dezvolte creativitatea și să fie utile și pe întețesul cititorilor 
ei. Gruparea subiectelor pe categorii de vârstă a condus și la o reprezentare egală a fiecărei categorii, astfel încât 50% din conținutul Cutezătorii este adresat copiilor de 8-11 ani și 50% celor de 11-15 ani.

## Ilustratori (selecție)
- Pompiliu Dumitrescu (n. 1941 - * 1998)
- Valentin Tănase
- Albin Stănescu
- Puiu Manu[3]
- Sandu Florea[4]
- Nicu Russu